# Pāchora
Pāchora är en ort i Indien.   Den ligger i distriktet Jalgaon och delstaten Maharashtra, i den centrala delen av landet, 900 km söder om huvudstaden New Delhi. Pāchora ligger 262 meter över havet och antalet invånare är 46 823.
Terrängen runt Pāchora är platt, och sluttar norrut. Runt Pāchora är det tätbefolkat, med 331 invånare per kvadratkilometer. Det finns inga andra samhällen i närheten. Trakten runt Pāchora består till största delen av jordbruksmark.